# The Kiss of Hate
The Kiss of Hate er en amerikansk stumfilm fra 1916 af William Nigh.

## Medvirkende
- Ethel Barrymore som Nadia Turgeneff.
- H. Cooper Cliffe som Michael Orzoff.
- Robert Elliott som Sergius Orzoff.
- Roy Applegate som Goliath.
- Niles Welch som Paul Turgeneff.